# Jennifer Brady
Jennifer Elizabeth Brady (Harrisburg, 12 aprile 1995) è una tennista statunitense.
In carriera si è aggiudicata un titolo WTA in singolare, il Top Seed Open 2020. Nei tornei del Grande Slam, si è spinta fino alla finale agli Australian Open 2021 e fino alla semifinale agli US Open 2020. Il 22 febbraio 2021, raggiunge la 13ª posizione, suo best ranking. In doppio, invece, ha conquistato un titolo WTA e si è spinta fino al 44º posto. Sempre in questa specialità vanta un'altra semifinale Slam, disputata agli Australian Open 2019.

## Biografia
Vincitrice di quattro titoli in singolare e quattro titoli in doppio nel circuito ITF, il 24 febbraio 2020 ha conquistato la sua migliore posizione nel singolare WTA piazzandosi al 45º posto. Il 19 agosto 2019 ha raggiunto il miglior piazzamento mondiale nel doppio, alla posizione nº 44.
Jennifer ha debuttato nel tour WTA agli US Open 2014, avendo ottenuto una wild-card insieme a Samantha Crawford nel torneo di doppio.
Jennifer ha frequentato l'Università della California, a Los Angeles, debuttando per la squadra di tennis dei "Bruins" nell'autunno 2013. Ha completato il secondo anno prima di diventare professionista nel 2015.

## Carriera

### 2010-2014
Jennifer debutta nel circuito ITF a 15 anni, nel 2010, al torneo di Evansville, perdendo al primo turno nel singolare, mentre nel doppio raggiunge i quarti di finale. Il primo risultato importante arriva nel 2011 al torneo ITF di Amelia Island, dove vince nel doppio in coppia con Kendal Woodard. Dopo un paio di settimane replica al torneo di Montego Bay in coppia con Nikola Hubnerova.
Durante gli anni 2012 e 2013 partecipa a vari tornei ITF ma non ottiene nessuna risultato di rilievo. Nel 2014 debutta nel circuito WTA agli US Open nel doppio in coppia con Samantha Crawford, perdendo però subito al primo turno. La settimana successiva, a metà settembre, stravince al torneo di Redding, vincendo il titolo nel singolare e anche nel doppio in coppia con Lauren Embree. A fine anno raggiunge la finale al torneo di New Braunfels, perdendo contro Irina Falconi e chiude l'anno con tre semifinali al torneo di Captiva Island e ai due tornei di Merida.

### 2015
L'anno inizia con il torneo ITF di Sumter, dove raggiunge la semifinale nel doppio e nel singolare. Il primo risultato di rilievo arriva al torneo di El Paso, dove raggiunge la finale nel singolare, perdendo contro Jamie Loeb; nel doppio invece vince il titolo in coppia con Alexa Guarachi. A metà agosto tenta la qualificazione al torneo WTA di Cincinnati, ma perde subito al primo turno e lo stesso accade agli US Open nel singolare. Nel doppio misto, invece, si ferma al primo turno del main draw in coppia con Mitchell Krueger. Verso la fine dell'anno vince il suo secondo titolo ITF nel singolare al torneo di Rock Hill. Chiude l'anno partecipando al torneo WTA 125K Series di Carlsbad, perdendo però in semifinale.

### 2016

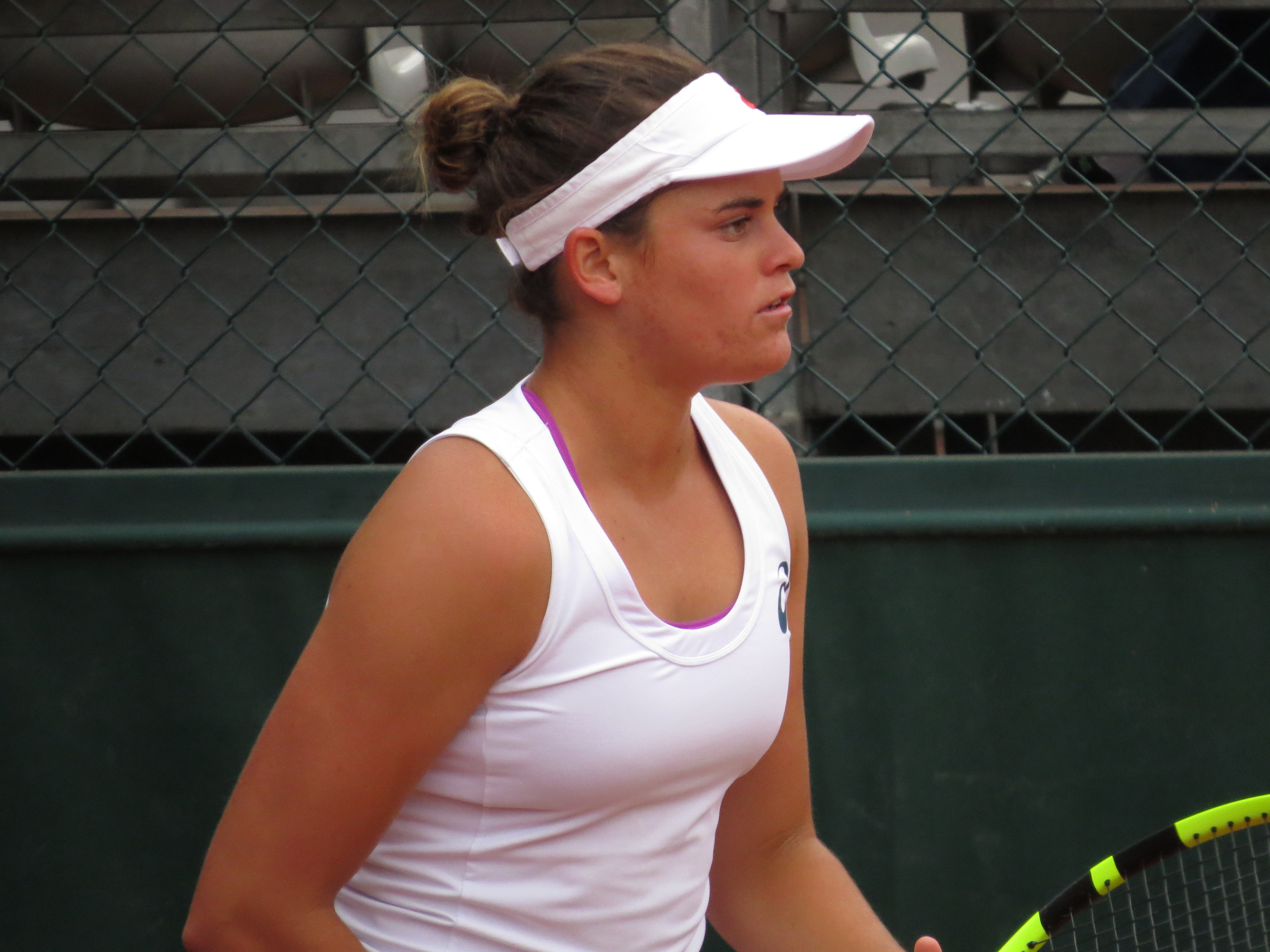
Jennifer Brady nel 2016

L'anno inizia con la partecipazione al torneo WTA di Rio de Janeiro, dove, dopo essere passata dalle qualificazioni, si ferma al primo turno; ma la vittoria arriva al torneo ITF di Indian Harbour Beach contro Taylor Townsend. Partecipa alle qualificazioni del Roland Garros perdendo però all'ultimo turno e raggiunge la prima volta il secondo turno in torneo WTA a Brazza, Croazia. In seguito non riesce a qualificarsi ai tornei di 's-Hertogenbosch, Maiorca e Wimbledon. A Stanford, e poi a Montréal, si ferma al primo turno. Ad inizio agosto vince il quarto titolo ITF a Granby, battendo Olga Govortsova. In seguito agli US Open si ferma all'ultimo turno di qualificazione. A settembre raggiunge i quarti di finale al torneo di Guangzhou e chiude l'anno ottenendo come miglior risultato la semifinale al torneo ITF di Scottsdale.

### 2017
Ad inizio anno raggiunge il quarto turno agli Australian Open, dove perde contro Mirjana Lucic-Baroni. In seguito dopo molti primi turni, partecipa al Roland Garros. Nel singolare perde subito contro Kristina Mladenovic, mentre nel doppio con Alison Riske raggiunge il secondo turno. A Wimbledon raggiunge il secondo turno nel singolare, mentre nel doppio si ferma al primo turno. Agli US Open si ferma al primo turno nel doppio, mentre raggiunge il quarto turno nel singolare. In chiusura d'anno raggiunge la sua prima semifinale WTA al torneo di Hong Kong.

### 2018

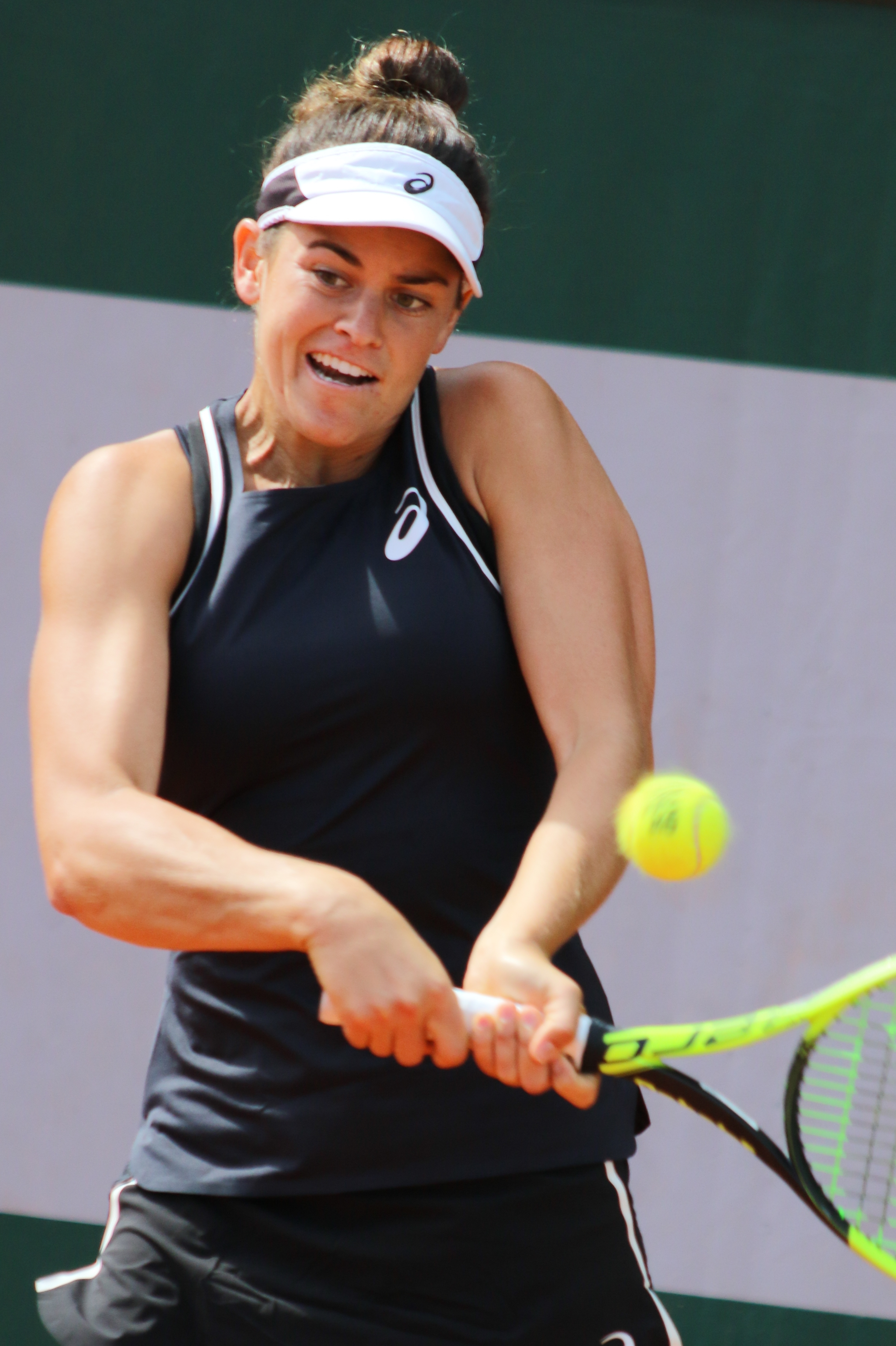
Jennifer Brady nel 2018

L'anno inizia con un primo turno a Brisbane; agli Australian Open raggiunge i quarti di finale nel doppio con Vania King, mentre perde subito contro Magda Linette nel singolare. A fine febbraio partecipa al torneo WTA 125K Series di Indian Wells e raggiunge la sua prima finale WTA nel doppio con Vania King, ma poi perde contro la coppia Townsend/Wickmayer. Dopo un secondo turno al torneo di Indian Wells, supera il primo turno al Roland Garros, però si ferma al secondo turno nel singolare; nel doppio invece perde al terzo turno. A Wimbledon perde nel secondo turno sia nel singolare che nel doppio. Dopo i tornei di Washington e Cincinnati, agli US Open raggiunge il secondo turno nel doppio, mentre nel singolare si ferma al primo turno. Alla fine dell'anno ottiene come miglior risultato il secondo turno a Guangzhou.

### 2019: semifinale in doppio agli Australian Open
Ad inizio anno raggiunge la semifinale nel doppio agli Australian Open con Alison Riske perdendo contro Babos/Mladenovic. Al torneo di Hua Hin perde al secondo turno contro Tamara Zidansek. Al torneo di Dubai raggiunge il terzo turno nel singolare, mentre si ferma al primo turno nel doppio. Ad inizio marzo perde in finale contro Viktorija Golubic il torneo WTA 125K Series di Indian Wells. Al successivo torneo di Indian Wells raggiunge il terzo turno nel singolare e il secondo turno nel doppio. A metà aprile debutta in Fed Cup nel doppio contro la Svizzera, perdendo in due set.

### 2020: primo titolo WTA, prima semifinale Slam e top 30
Apre l'anno con l'entrata nel main draw di Brisbane, in seguito alle vittorie schiaccianti su: Chloé Paquet, Francesca Di Lorenzo e Storm Sanders. Successivamente, rimonta la pluricampionessa Slam Marija Šarapova con il punteggio di 3-6 6-1 7-6 e supera la numero uno del mondo, Ashleigh Barty, con lo score 6-4 7-6: questa rappresenta la sua vittoria più importante in carriera. Tuttavia, nei quarti di finale viene fermata dalla futura campionessa Petra Kvitová, quinta testa di serie, in due parziali. Ha poca fortuna agli Australian Open, dove all'esordio incontra la Top 5 Simona Halep, contro la quale perde per 6-7 1-6. Invece, in coppia con la connazionale Caroline Dolehide raggiunge i quarti di finale, dove vengono fermate da Barbora Strycova e Hsieh Su-wei, non riuscendo così a difendere la semifinale ottenuta l'anno precedente. Si presenta a San Pietroburgo, venendo estromessa nettamente da Svetlana Kuznecova nel primo turno.
Nel torneo di Dubai, contro ogni prognostico, raggiunge la prima semifinale di un Premier. Partendo dalle qualificazioni, si sbarazza di Kristýna Plíšková per 6-3 7-6; Gabriela Dabrowski per 6-4 6-3 e Hsieh Su-wei con un doppio 6-2. In seguito, lascia appena tre games alla numero sei del mondo Elina Svitolina, mentre rimonta Markéta Vondroušová (4-6 6-4 6-1) e la ex numero uno del mondo Garbiñe Muguruza (6-7 6-3 6-4). Successivamente, viene annichilita dalla futura campionessa Simona Halep, la quale le infligge un bagel nel secondo parziale. Nel doppio ha meno fortuna, poiché insieme ad Anastasija Sevastova non va oltre il primo turno.
Dopo un periodo di stop forzato, durato dal 9 marzo al 3 agosto a causa della Pandemia di COVID-19, ritorna in campo a Lexington nella prima edizione del torneo Top Seed Open. Qui, senza concedere un set e più di quattro games a parziale, raggiunge la sua prima finale del circuito maggiore. Nella corsa al titolo si sbarazza di: Heather Watson per 6-2 6-1; Magda Linette, sesta testa di serie, per 6-2 6-3; Marie Bouzková per 6-1 6-2 e della sedicenne Cori Gauff, protagonista della vittoria sulla nº 11 del ranking Aryna Sabalenka, per 6-2 6-4. Nell'ultimo atto supera Jil Teichmann aggiudicandosi il primo titolo WTA in carriera. Grazie ai 251 punti ottenuti, sale alla posizione nº 40, suo miglior piazzamento. Inoltre, grazie ad una media del 93% di servizi tenuti senza farsi brekkare, ovvero 40 su 43, diventa la quattordicesima tennista con la percentuale più alta nella storia.
In seguito, disputa gli US Open dove si impone facilmente su Anna Blinkova per 6-3 6-2 e sulla connazionale Catherine Bellis per 6-1 6-2; elimina poi Caroline Garcia, testa di serie n° 32, con un doppio 6-3 ed Angelique Kerber, campionessa dell'edizione 2016, per 6-1 6-4: passa, così, alla seconda settimana di uno Slam per la prima volta. Nei quarti di finale trova Julija Putinceva, altra sorpresa del torneo, contro cui vince con il punteggio di 6-3 6-2. Grazie al raggiungimento della semifinale, sale alla 25ª posizione del ranking. Affronta quindi la futura campionessa Naomi Ōsaka, testa di serie numero quattro e già vincitrice dell'edizione 2018, contro la quale perde con lo score 6(1)–7 6-3 3-6.
In seguito, si presenta agli Open di Francia, dove subisce una pesante sconfitta all'esordio contro Clara Tauson (4-6 6-3 7-9). In coppia con Caroline Dolehide, invece, supera in rimonta Anna-Lena Friedsam/Katarina Srebotnik, prima di cedere a loro volta in rimonta contro le ceche Barbora Krejčíková e Kateřina Siniaková. Resta in Europa e disputa il nuovo torneo Premier, lo J&T Banka Ostrava Open. Qui si impone su Dajana Jastrems'ka per 3-6 7–6(6) 6-1 e su Dar'ja Kasatkina per 7-5 6-2, mentre è opposta nei quarti di finale a Veronika Kudermetova, la quale ha precedentemente giustiziato la numero sei del mondo, Karolína Plíšková. L'americana riesce a sconfiggere Kudermetova per 6-7 6-3 6-1, accedendo alla quarta semifinale WTA dell'anno. In questa circostanza, si arrende alla futura campionessa, Aryna Sabalenka, per 4-6 4-6.
Chiude l'anno al numero 24 del mondo, suo best-ranking.

### 2021-2022: prima finale Slam agli Australian Open, top 15 e stop per infortuni
Brady inaugura la stagione al WTA 500 di Abu Dhabi, dove cede all'esordio a Tamara Zidansek (6-0 3-6 4-6). In seguito, raggiunge la semifinale al Grampians Trophy da 7° testa di serie, battendo Svetlana Kuznetsova (6-3 6-0), Marta Kostyuk (6-1 6-4) e Barbora Krejčíková (7-6(5) 6-4); nel penultimo atto, si arrende alla connazionale Ann Li al super-tiebreak.
Si presenta agli Australian Open, dove le è assegnata la 22° testa di serie; nei primi tre turni si sbarazza facilmente delle avversarie, vincendo su Aliona Bolsova (6-1 6-3), Madison Brengle (6-1 6-2) e Kaja Juvan (6-1 6-3); agli ottavi, affronta Donna Vekić, testa di serie n°28: Brady prevale per 6-1 7-5, accedendo ai quarti di finale, dove trova la connazionale Jessica Pegula, che aveva sconfitto Elina Svitolina al quarto turno. Il derby statunitense si conclude in favore di Brady, con il punteggio di 4-6 6-2 6-1, permettendole di accedere alla sua seconda semifinale Slam e di salire virtualmente alla 15ª posizione del ranking, entrando per la prima volta nella top 20. In semifinale affronta Karolína Muchová, giustiziera della numero 1 del mondo Ashleigh Barty: Brady riesce a prevalere sulla ceca, vincendo per 6-4 4-6 6-3, approdando così alla sua prima finale Slam in carriera. Nell'ultimo atto, Jennifer si arrende alla n°3 del mondo Naomi Ōsaka, che la batte per 6-4 6-3; grazie comunque agli ottimi risultati ottenuti, riesce a registrare il suo best-ranking, issandosi fino alla 13ª posizione nella classifica mondiale.
Dopo la cavalcata australiana, Brady non raccoglie buoni risultati a Doha e Miami: in Qatar esce al primo turno contro Anett Kontaveit con il netto score di 1-6 2-6 mentre in Florida, dopo il bye, perde da Sara Sorribes Tormo (6-3 4-6 1-6). Nella stagione su terra, è sfortunata nel sorteggio a Stoccarda, in quanto pesca subito Petra Kvitová, n°10 del mondo, da cui viene sconfitta in due parziali. A Madrid va meglio, in quanto ritorna alla vittoria in un tabellone WTA dall'Australian Open: Jennifer vince il derby su Venus Williams (6-2 6-4) e poi lascia tre giochi a Jelena Ostapenko; la sua avventura termina dinanzi ad Anastasija Pavljučenkova, che la batte in tre set. A Roma, dopo il successo su Zhang Shuai, si ritira dal torneo prima di scendere in campo contro Ekaterina Aleksandrova. Al Roland Garros raggiunge il terzo turno battendo Sevastova con un doppio 6-3 e la padrona di casa Ferro in tre set (6-4 2-6 7-5) prima di essere nuovamente costretta a ritirarsi contro la connazionale Gauff a causa di un'infiammazione al tallone.
A fine gennaio 2022 esce dalla top100 della classifica WTA.

### 2023: il ritorno
Dopo quasi due anni di assenza dal circuito a causa di infortuni ai piedi e al ginocchio, Brady torna in campo al Citi Open, sconfiggendo al primo turno Anhelina Kalinina per 6-2 6-1. Al turno successivo, perde il derby contro Madison Keys. A Montréal, batte al primo turno la n°20 del mondo JeĮena Ostapenko con il particolare score di 7-6(7) 0-6 7-6(8); al secondo round, si arrende alla top-5 Elena Rybakina in tre set. Dopo un primo round a Cincinnati, torna a disputare uno slam allo US Open: all'esordio, elimina Kimberly Birrell (6-3 7-6(4)) per poi imporsi sulla testa di serie n°24 e semifinalista dell'Australian Open Magda Linette (6-1 2-6 6-2). Al terzo turno per la terza volta in carriera (la prima dal 2020), l'americana cede alla rientrante Caroline Wozniacki per 6-1 al terzo. Nel torneo di doppio, assieme a Luisa Stefani, raggiunge la sua seconda semifinale slam: nella circostanza, le due si arrendono a Zvonarëva/Siegemund.

## Statistiche WTA

### Singolare

#### Vittorie (1)
| Legenda               | Legenda      |
| --------------------- | ------------ |
| Grande Slam (0)       |              |
| Ori Olimpici (0)      |              |
| WTA Finals (0)        |              |
| WTA Elite Trophy (0)  |              |
| Dal 2009 al 2020      | Dal 2021     |
| Premier Mandatory (0) | WTA 1000 (0) |
| Premier 5 (0)         | WTA 1000 (0) |
| Premier (0)           | WTA 500 (0)  |
| International (1)     | WTA 250 (0)  |

| N. | Data           | Torneo                   | Superficie | Avversaria in finale | Punteggio |
| 1. | 16 agosto 2020 | Top Seed Open, Lexington | Cemento    | Jil Teichmann        | 6-3, 6-4  |

#### Sconfitte (1)
| Legenda              |
| -------------------- |
| Grande Slam (1)      |
| Argenti Olimpici (0) |
| WTA Finals (0)       |
| WTA Elite Trophy (0) |
| Dal 2021             |
| WTA 1000 (0)         |
| WTA 500 (0)          |
| WTA 250 (0)          |

| N. | Data             | Torneo                     | Superficie | Avversaria in finale | Punteggio |
| 1. | 20 febbraio 2021 | Australian Open, Melbourne | Cemento    | Naomi Ōsaka          | 4-6, 3-6  |

### Doppio

#### Vittorie (1)
| Legenda              |
| -------------------- |
| Grande Slam (0)      |
| Ori Olimpici (0)     |
| WTA Finals (0)       |
| WTA Elite Trophy (0) |
| Dal 2021             |
| WTA 1000 (0)         |
| WTA 500 (1)          |
| WTA 250 (0)          |

| N. | Data           | Torneo                               | Superficie      | Compagna       | Avversarie in finale                   | Punteggio        |
| 1. | 25 aprile 2021 | Porsche Tennis Grand Prix, Stoccarda | Terra rossa (i) | Ashleigh Barty | Desirae Krawczyk Bethanie Mattek-Sands | 6–4, 5–7, [10–5] |

## Circuito WTA 125

### Singolare

#### Sconfitte (1)
| N. | Data         | Torneo                                                | Superficie | Avversaria in finale | Punteggio     |
| 1. | 3 marzo 2019 | Oracle Challenger Series - Indian Wells, Indian Wells | Cemento    | Viktorija Golubic    | 6-3, 5-7, 3-6 |

### Doppio

#### Sconfitte (1)
| N. | Data         | Torneo                                                | Superficie | Compagna   | Avversarie in finale             | Punteggio |
| 1. | 3 marzo 2018 | Oracle Challenger Series - Indian Wells, Indian Wells | Cemento    | Vania King | Taylor Townsend Yanina Wickmayer | 4-6, 4-6  |

## Statistiche ITF

### Singolare

#### Vittorie (4)
| Torneo $100.000 (0) |
| Torneo $80.000 (0)  |
| Torneo $75.000 (1)  |
| Torneo $60.000 (0)  |
| Torneo $50.000 (1)  |
| Torneo $25.000 (2)  |
| Torneo $15.000 (0)  |
| Torneo $10.000 (0)  |

| N. | Data              | Torneo                                                           | Superficie  | Avversaria in finale | Score    |
| 1. | 14 settembre 2014 | USTA Challenger of Redding, Redding                              | Cemento     | Lauren Embree        | 6-2, 6-1 |
| 2. | 18 ottobre 2015   | Rock Hill Rocks Open, Rock Hill                                  | Cemento     | Andrea Gámiz         | 7-5, 6-4 |
| 3. | 8 maggio 2016     | Revolution Technologies Pro Tennis Classic, Indian Harbour Beach | Terra verde | Taylor Townsend      | 6-3, 7-5 |
| 4. | 7 agosto 2016     | Challenger Banque Nationale de Granby, Granby                    | Cemento     | Vol'ha Havarcova     | 7-5, 6-2 |

#### Sconfitte (2)
| Torneo $100.000 (0) |
| Torneo $80.000 (0)  |
| Torneo $75.000 (0)  |
| Torneo $60.000 (0)  |
| Torneo $50.000 (1)  |
| Torneo $25.000 (1)  |
| Torneo $15.000 (0)  |
| Torneo $10.000 (0)  |

| N. | Data            | Torneo                                                    | Superficie | Avversaria in finale | Score            |
| 1. | 2 novembre 2014 | John Newcombe Women's Pro Challenge, New Braunfels        | Cemento    | Irina Falconi        | 6(3)-7, 2-6      |
| 2. | 5 luglio 2015   | Hunt Communities USTA Women's Pro Tennis Classic, El Paso | Cemento    | Jamie Loeb           | 7-6(7), 4-6, 2-6 |

### Doppio

#### Vittorie (5)
| Torneo $100.000 (1) |
| Torneo $80.000 (0)  |
| Torneo $75.000 (0)  |
| Torneo $60.000 (0)  |
| Torneo $50.000 (0)  |
| Torneo $25.000 (2)  |
| Torneo $15.000 (0)  |
| Torneo $10.000 (2)  |

| N. | Data              | Torneo                                                    | Superficie  | Compagna          | Avversarie in finale            | Score            |
| 1. | 2 ottobre 2011    | Amelia Island Women's Tennis Championships, Amelia Island | Terra verde | Kendal Woodward   | Erin Clark Wen Xin              | 5-7, 6-1, [10-7] |
| 2. | 29 ottobre 2011   | Jamaica Women's ITF Pro Series 2, Montego Bay             | Cemento     | Nikola Hübnerová  | Ximena Hermoso Ivette López     | 6-3, 6-1         |
| 3. | 13 settembre 2014 | USTA Challenger of Redding, Redding                       | Cemento     | Lauren Embree     | Alexandra Facey Kat Facey       | 6-3, 6-2         |
| 4. | 5 luglio 2015     | Hunt Communities USTA Women's Pro Tennis Classic, El Paso | Cemento     | Alexa Guarachi    | Robin Anderson Maegan Manasse   | 3-6, 6-3, [10-7] |
| 5. | 7 giugno 2019     | Surbiton Trophy, Surbiton                                 | Erba        | Caroline Dolehide | Heather Watson Yanina Wickmayer | 6-3, 6-4         |

## Risultati in progressione
| Sigla | Risultato               |
| ----- | ----------------------- |
| V     | Vincitore               |
| F     | Finalista               |
| SF    | Semifinalista           |
| O     | Oro olimpico            |
| A     | Argento olimpico        |
| SF    | Bronzo olimpico         |
| QF    | Quarti di Finale        |
| 4T    | Quarto turno            |
| 3T    | Terzo turno             |
| 2T    | Secondo turno           |
| 1T    | Primo turno             |
| RR    | Round Robin             |
| LQ    | Turno di qualificazione |
| A     | Assente                 |
| ND    | Non disputato           |

| Legenda superfici    |
| -------------------- |
| Cemento              |
| Terra battuta        |
| Erba                 |
| Superficie variabile |

### Singolare
| Tornei del Grande Slam |      |      |      |      |      |        |       |
| Torneo                 | 2017 | 2018 | 2019 | 2020 | 2021 | Titoli | V–S   |
| Australian Open        | 4T   | 1T   | A    | 1T   | F    | 0 / 4  | 9–4   |
| Open di Francia        | 1T   | 2T   | 2T   | 1T   |      | 0 / 4  | 2–4   |
| Wimbledon              | 2T   | 2T   | 1T   | A    |      | 0 / 3  | 2–3   |
| US Open                | 4T   | 1T   | 1T   | SF   |      | 0 / 4  | 8–4   |
| Vittorie/Sconfitte     | 7–4  | 2–4  | 1–3  | 5–2  | 6–1  | 0 / 15 | 21–15 |

### Doppio
| Tornei del Grande Slam |      |      |      |      |      |      |      |        |       |
| Torneo                 | 2014 | 2015 | 2016 | 2017 | 2018 | 2019 | 2020 | Titoli | V–S   |
| Australian Open        | A    | A    | A    | A    | QF   | SF   | QF   | 0 / 3  | 10–3  |
| Open di Francia        | A    | A    | A    | 2T   | 3T   | 1T   | 2T   | 0 / 4  | 4–4   |
| Wimbledon              | A    | A    | A    | 1T   | 2T   | 2T   | ND   | 0 / 3  | 2–3   |
| US Open                | 1T   | A    | A    | 1T   | 2T   | 1T   | 1T   | 0 / 5  | 1–5   |
| Vittorie/Sconfitte     | 0–1  | 0–0  | 0–0  | 1–3  | 7–4  | 5–4  | 4–3  | 0 / 15 | 17-15 |

### Doppio misto
| Tornei del Grande Slam |      |      |      |      |      |        |     |
| Torneo                 | 2015 | 2016 | 2017 | 2018 | 2019 | Titoli | V–S |
| Australian Open        | A    | A    | A    | A    | A    | 0 / 0  | 0–0 |
| Open di Francia        | A    | A    | A    | A    |      | 0 / 0  | 0–0 |
| Wimbledon              | 1T   | A    | A    | A    |      | 0 / 1  | 0–1 |
| US Open                | A    | A    | 1T   | A    |      | 0 / 1  | 0–1 |
| Vittorie/Sconfitte     | 0–1  | 0–0  | 0–1  | 0–0  | 0–0  | 0 / 2  | 0–2 |

## Vittorie contro giocatrici Top 10
| Stagione | 2020 | Totale |
| Vittorie | 2    | 2      |

| #    | Giocatrice      | Ranking | Evento                                      | Superficie | Turno | Punteggio   | Rank. JBR |
| ---- | --------------- | ------- | ------------------------------------------- | ---------- | ----- | ----------- | --------- |
| 2020 |                 |         |                                             |            |       |             |           |
| 1.   | Ashleigh Barty  | 1       | Brisbane International, Brisbane            | Cemento    | 2T    | 6-4, 7-6(4) | 53        |
| 2.   | Elina Svitolina | 6       | Dubai Duty Free Tennis Championships, Dubai | Cemento    | 1T    | 6-2, 6-1    | 52        |